# Герхард II (граф Хойя)
Герхард II (нем. Gerhard II. von Hoya; ок. 1260 — 18 октября 1312/1313) — граф Хойя. Сын Генриха II.
С детства предназначался для духовной карьеры. С 1275 года — домхерр[прояснить] в Фердене, с 1278 — член бременского капитула. После смерти старшего брата (1279) сложил духовный сан.
С 1281 года — соправитель отца. После его смерти (1290) вступил в управление наследственными землями вместе с младшим братом — Оттоном II. Их резиденции располагались в городах Хойя и Нинбург соответственно.
Герхард II отличался мирным нравом и жил в согласии с соседями. В своих владениях поощрял торговлю и деятельность по добыче и производству стройматериалов (лес, глина, камень).
В 1301 году получил в дар от зятя (мужа сестры), Генриха фон Бланкенбург-Регенштайна, земли и лены в Витцене.
В 1302 году графы Хойя Герхард II и Оттон II получили в лен от герцога Оттона Брауншвейг-Люнебургского (своего родственника) город Дракенбург и фогтство в Бюкене.
Дата смерти Герхарда II, согласно некрологу монастыря Лукум, — 18 октября, год — 1312 или 1313.
Герхард II был женат дважды. Первая жена (1280) — Адельгейда, происхождение которой не выяснено. Вторая жена — Луитгарда Мекленбургская (1289/1290 — 1352), дочь висмарского князя Иоганна III. Детей не было.